# 环志

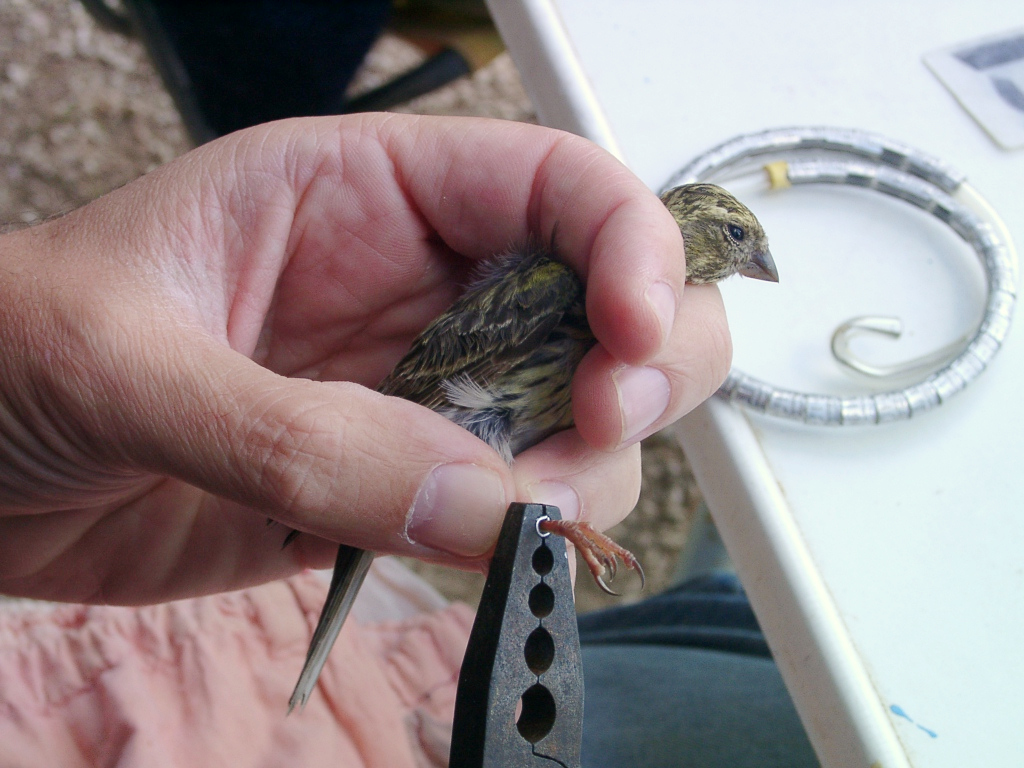
葡萄牙的研究人員為一隻歐洲絲雀（Serinus serinus）繫上研究用的腳環。腳環是繁放過程中最常使用的工具

环志，亦稱「鳥類環志」或「鳥類繫放」，即将野生鸟类捕捉后进行基本数据的测量搜集，并套上人工制作的标有唯一编码的脚环、颈环、翅环、翅旗等标志物，再放归野外，用以搜集研究鸟类迁徙路线，繁殖，分类数据等。

## 简史

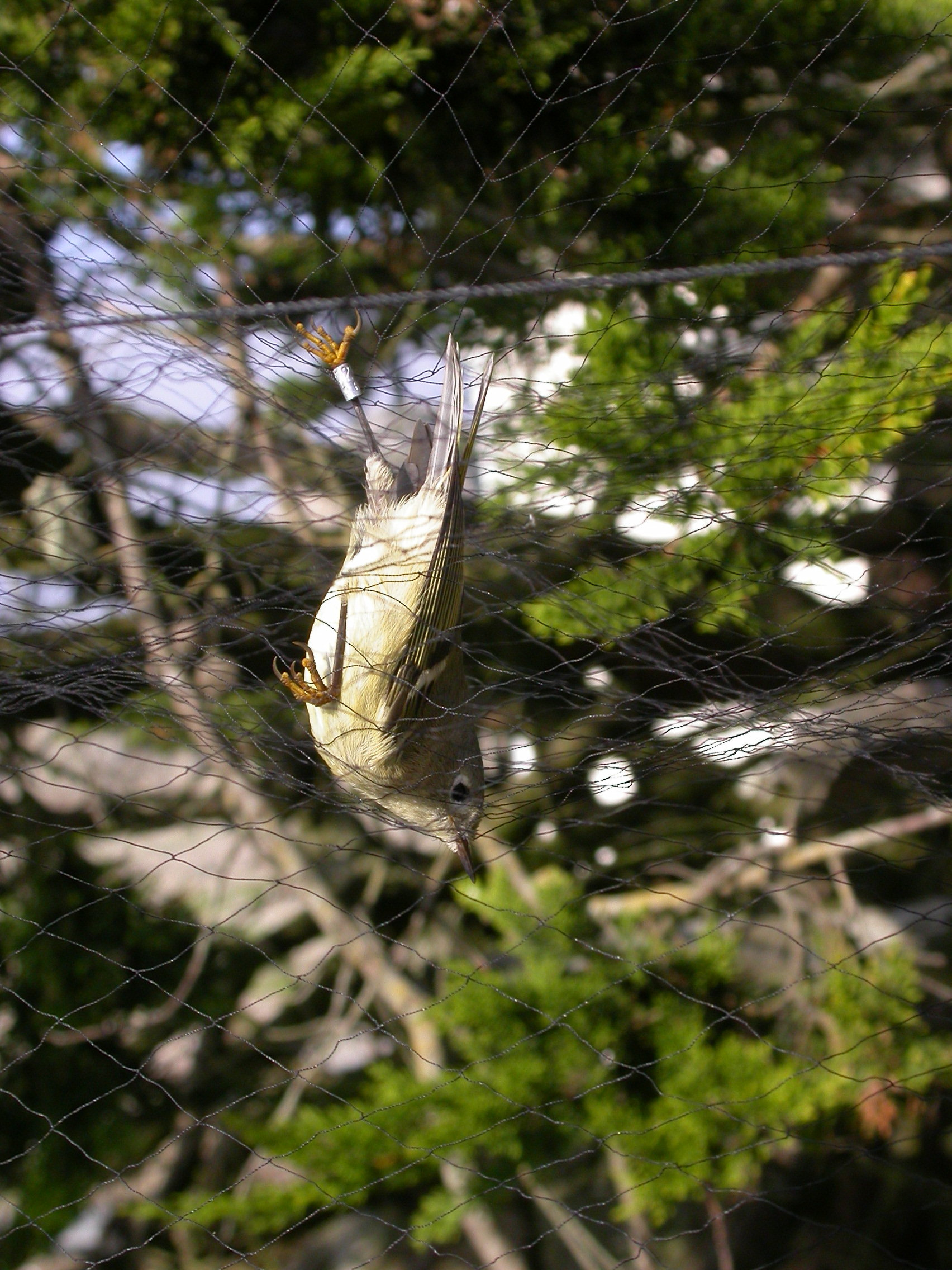
一隻帶有環志的歐洲絲雀落入網中。

类似鸟类环志的工作最早见于《吕氏春秋》的记载，当时有宫女以彩帛系于燕足，以观察其来年是否飞回。
现代环志开始于1899年，丹麦鸟类学者Mortensen是最早使用环志方法研究鸟类迁徙的人，他最早把162个印有系统环号的铝环套在椋鸟的脚上，此后还对鹳、鸭等鸟类进行了环志，不久由Mortensen开创的环志方法得到了欧洲鸟类学界的认可，德国于1903年在波罗的海沿岸设立了世界上第一个由官方主持的环志站，此后，英国、捷克、荷兰、瑞典、丹麦、挪威、俄国、美国、日本也相继设立了环志机构。

## 环志工作的意义
- 分类研究：环志工作中搜集的关于鸟类度量衡、生物样品和关于迁徙、生活史的重要资料是鸟类分类研究的基础性数据。

- 生活史研究：通过环志方法可以获得关于鸟类的生活史很多信息，如他们的寿命、活动范围、繁殖能力等，因此现代的鸟类环志研究并不局限于有迁徙行为的候鸟，对留鸟的环志同样能够帮助人们获得很多珍贵的资料。

- 迁徙研究：迁徙研究是鸟类环志最重要的目的，鸟类的迁徙还有很多问题仍困扰着人类，他们从何处来到何处去，在迁徙途中有什么样的行为，他们依靠什么来指引迁徙的方向，是什么因素造成他们不辞劳苦地南北东西往返，要解答这些问题，环志是最经济最有效的方法之一。

除了上述意义，环志还能检测鸟类种群数量，研究鸟类行为，其在鸟类学研究中的重要意义是不言而喻的。

## 中国大陆的鸟类环志工作
中国大陆鸟类环志的主管机构是林业总局下属的全国鸟类环志中心。
中国大陆的鸟类环志工作起始于1981年3月3日中华人民共和国林业部代表与日本国代表在北京签署的《中华人民共和国政府和日本国政府保护候鸟及其栖息环境协定》。《协定》中规定协定中所指的候鸟是“根据环志或其他标志的回收，证明确实迁徙于两国之间的鸟类”.
1981年11月，为了执行中日候鸟保护协定中华人民共和国国务院决定在全国有计划有步骤地开展鸟类环志工作，并批准在林业部设立全国鸟类环志办公室负责全国鸟类环志的行政管理协调工作。
1982年10月在中国林业科学院林业研究所建立了全国鸟类环志中心，环志中心成立之后先后制定了中国鸟类环志用鸟环、报表、工具的规范，为在中国大陆全面开展鸟类环志工作进行准备。
1983年7月8日到8月11日鸟类学家，环志中心主任张孚允等人在中国青海省青海湖鸟岛上进行了中国大陆的首次鸟类环志工作，共环志放飞了斑头雁、渔鸥、普通鸬鹚等鸟类1015只，标志着中国大陆的鸟类环志工作正式开始。
截止到2004年，中国共有68个环志站，其中北京师范大学、山东长岛和青岛环志站是最早开始环志且不间断环志的站点。从1997年以后中国环志的鸟类总数从几万开始急速上升至十几万，到2003年，环志数量达到33万只。这些站点在东北地区已联接成网，其他地区的环志站点还未成网络，西部地区的环志点依旧很少。